# Honschaft Dürscheid

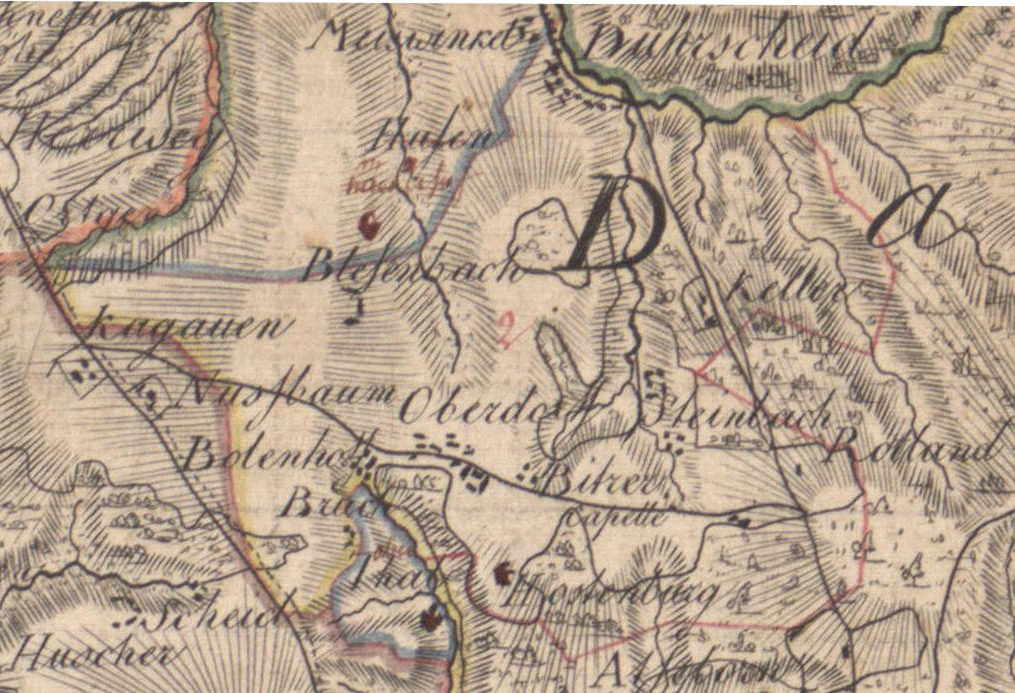
Honschaft Dürscheid (Ausschnitt aus der Karte 1789 von Wiebeking). Oben ist Osten.

Die Honschaft Dürscheid war vom Mittelalter in das 19. Jahrhundert hinein eine Honschaft und zugleich Kirchspiel (Kirchspiel Dürscheid) im Amt Porz im Herzogtum Berg.
Aus der  Charte des Herzogthums Berg 1789 von Carl Friedrich von Wiebeking geht hervor, dass das Kirchdorf Dürscheid Titularort der Honschaft und des Kirchspiels war. Die Honschaft war dem Botenamt Herkenrath und dem Obergericht Bensberg zugeordnet. In der Wiebekingschen Karte von 1789 sind die Grenzen der Honschaft Dürscheid dargestellt; es entspricht in etwa der heutigen Gemarkung Dürscheid und der Flur 011 der Gemarkung Herkenrath. Die Honschaft lag an der Grenze des Amtes Porz, der Nachbarort Steeg gehörte schon zur Honschaft Engelsdorf im Amt Steinbach. In der Honschaft Dürscheid war die Exklave Obersand der Honschaft Sand eingebettet.
Zur Honschaft gehörten seinerzeit die Wohnplätze Bölinghoven, Broich, Broichhausen, Dahl (Unterthal), Dorpe, Dürscheid, Hove, Jähhardt, Keller, Oberblissenbach, Obersteinbach, Rottland, Siefen, Spitze, Steintor, Trotzenburg, Unterblissenbach und Untersteinbach.
Unter der französischen Verwaltung zwischen 1806 und 1813 wurde das Amt Porz aufgelöst und Dürscheid wurde politisch der Mairie Bensberg im Kanton Bensberg im Arrondissement Mülheim am Rhein zugeordnet. 1816 wandelten die Preußen die Mairie zur Bürgermeisterei Bensberg im Kreis Mülheim am Rhein.
1975 entstand aufgrund des Köln-Gesetzes die heutige Gemeinde Kürten, zu der neben den Ämtern Kürten, Bechen und Olpe ein Teilgebiet der Stadt Bensberg mit Dürscheid und ein Teil der alten Honschaft Dürscheid kam. Der Teil, der bei Bensberg blieb und somit Teil der Stadt Bergisch Gladbach wurde, ist die Flur 011 der Gemarkung Herkenrath, das sind ein Teil von Broichhausen (Oberbroichhausen), Obersteinbach, Untersteinbach, Rottland und Siefen. Trotzenburg und Unterthal kamen hingegen schon 1859 zur Bürgermeisterei Gladbach.